# Loureedia colleni
Espèce
Loureedia colleni est une espèce d'araignées aranéomorphes de la famille des Eresidae.

## Distribution
Cette espèce est endémique d'Espagne. Elle se rencontre en Andalousie, en Murcie, en Pays valencien, en Castille-La Manche.

## Étymologie
Cette espèce est nommée en l'honneur de Ben Collen (1978–2018).

## Publication originale
- Henriques, Miñano, Pérez-Zarcos, Řezáč, Rodríguez, Tamajón & Martínez-Avilés, 2018 : First records of Loureedia (Araneae, Eresidae) from Europe, with the description of a new species and a survey of the genus. Revista Ibérica de Aracnología, vol. 33, p. 3-20.